# 打柴沟镇

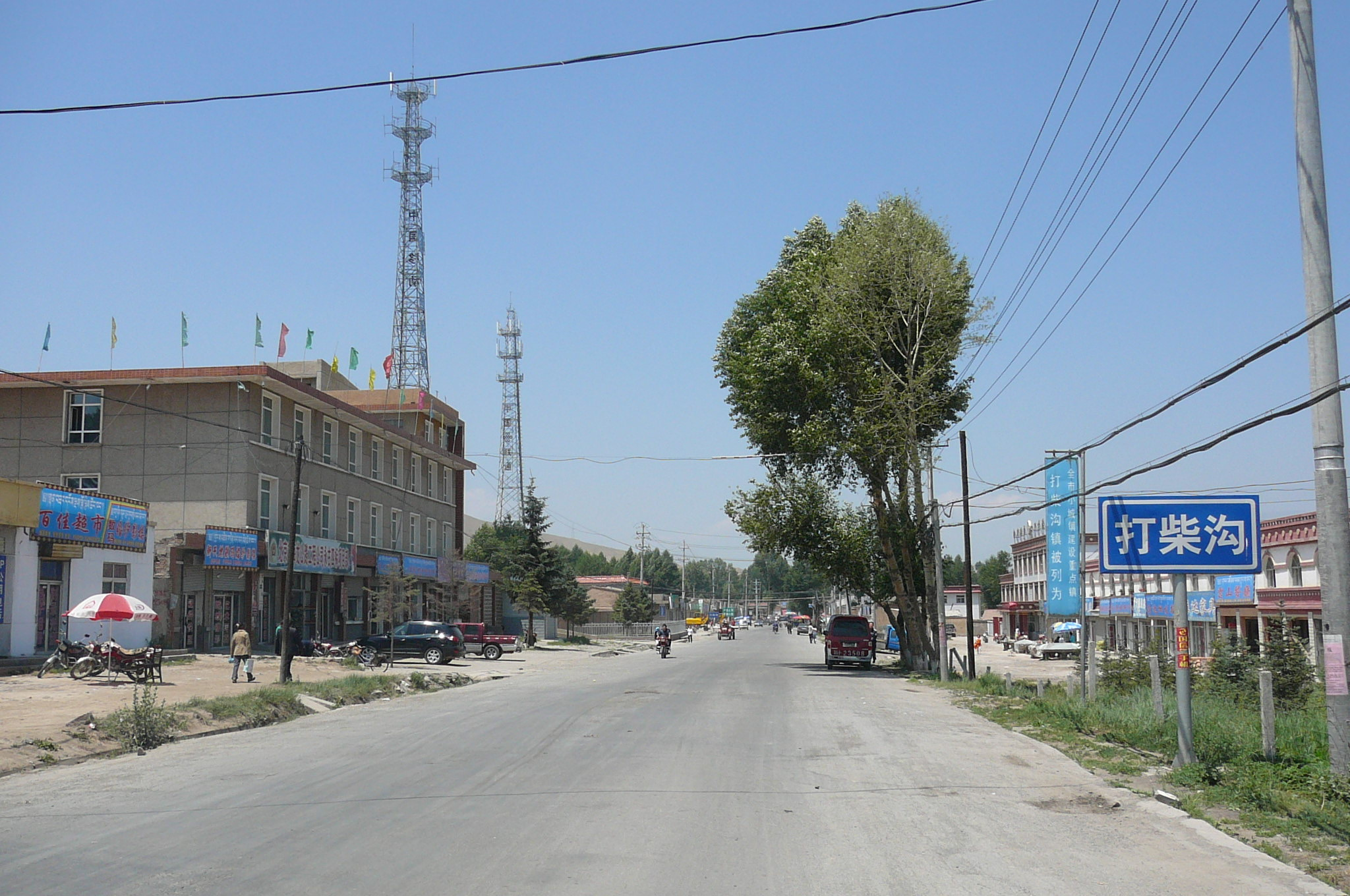
打柴沟镇

打柴沟镇，是中华人民共和国甘肃省武威市天祝藏族自治县下辖的一个乡镇级行政单位。

## 行政区划
打柴沟镇下辖以下地区：
打柴沟社区、安门村、上河东村、下河东村、庙儿沟村、石板沟村、安家河村、铁腰村、打柴沟村、大庄村、深沟村、金强驿村、石灰沟村、下十八村、火石沟村、友谊村、大湾村和多隆村。